# وایت‌اسنیک

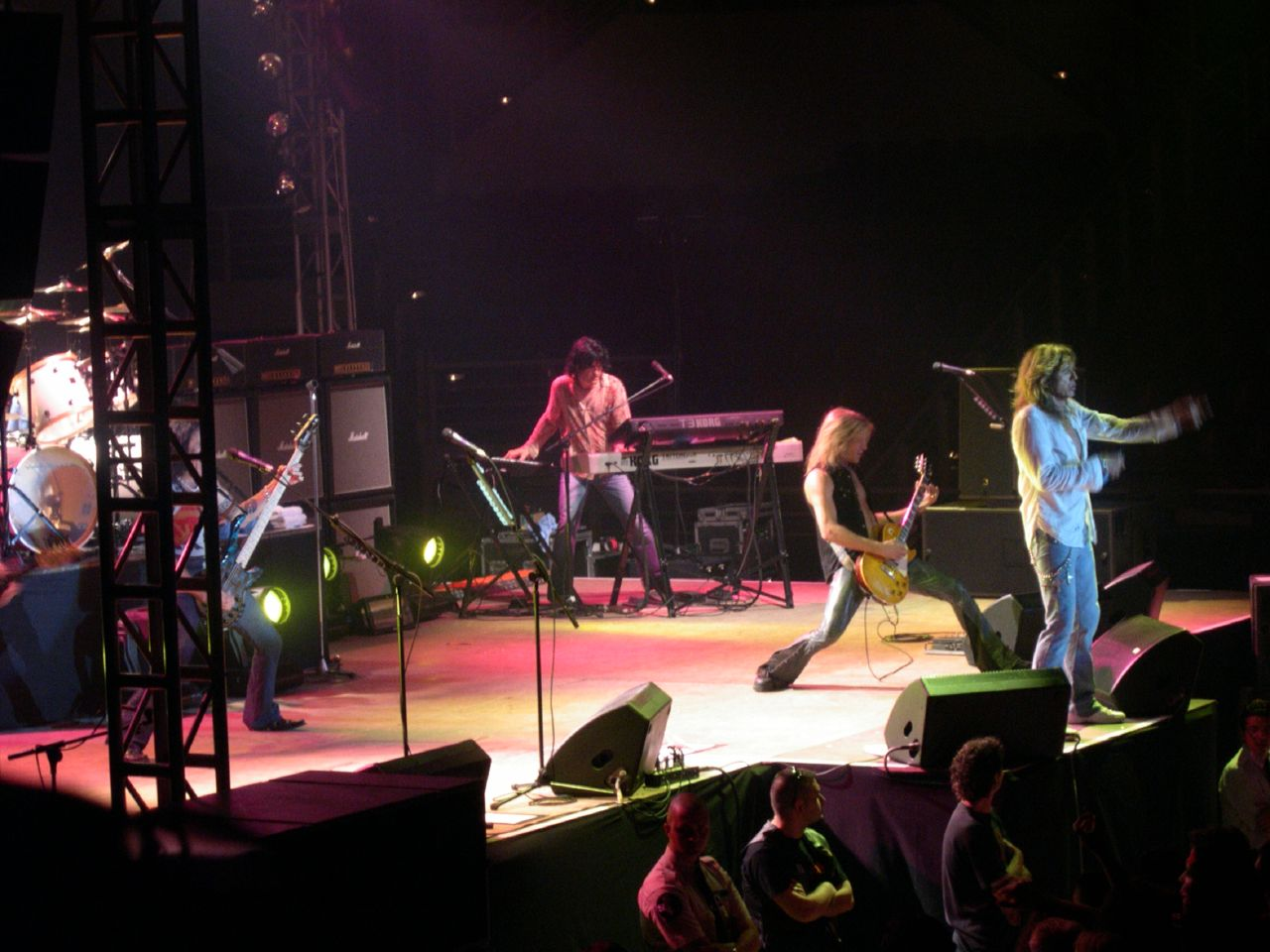
وایت اسنیک در کنسرت

وایت‌اسنِیک (به انگلیسی: Whitesnake) یک گروه موسیقی راک بریتانیایی است که در سال ۱۹۷۸ توسط دیوید کاوردیل بعد از جدایی وی از گروه دیپ پرپل ایجاد شد.منتقدان کارهای ابتدایی گروه را همانند دیپ پرپل می‌دانند. گروه از اواسط دههٔ هشتاد میلادی بیشتر به سبک هارد راک متمایل شد. چهار آلبوم ابتدایی گروه توانسته در جدول فروش بین ۱۰ آلبوم اول قرار بگیرد، آنها با آلبوم همنام خود وایت‌اسنیک توانستند موفقیت‌های بین‌المللی نیز کسب کنند.